# Bartel Leendert van der Waerden
Bartel Leendert Van der Waerden (Ámsterdam, 2 de febrero de 1903-Zürich, 12 de enero de 1996) fue un matemático neerlandés, muy conocido por su libro de texto Álgebra Moderna. También trabajó en topología y, durante sus últimos años, en la historia de las matemáticas.

## Biografía
Van der Waerden aprendió matemáticas avanzadas en la Universidad de Ámsterdam y en la de Gotinga desde 1919 hasta 1926. En Gotinga le influyeron fuertemente las enseñanzas de Emmy Noether. Se doctoró en Amsterdam con una tesis sobre geometría algebraica que supervisó Hendrick de Vries. Gotinga le otorgó la habilitación en 1928. En ese año, a la edad de 25 años, aceptó una cátedra en la Universidad de Groningen.
A los veintisiete años publicó su famosa Moderne Algebra, un influyente tratado en dos volúmenes sobre la llamada álgebra abstracta, obra aún citada y quizás la primera que trata el tema como un todo integral. Este trabajo sistematizó un amplio cuerpo de investigaciones realizadas por Emmy Noether, David Hilbert, Richard Dedekind y Emil Artin. Al año siguiente, 1931, fue nombrado profesor en la Universidad de Leipzig.
En julio de 1929 se casó con la hermana del matemático Franz Rellich, Camilla Juliana Anna, y tuvieron tres hijos.
Mientras surgía el llamado Tercer Reich, y durante la Segunda Guerra Mundial, van der Waerden permaneció en Leipzig y dejó pasar diversas oportunidades para abandonar la Alemania nazi e instalarse en Princeton o Utrecht. Sin embargo, fue crítico con los nazis negándose a renunciar a su nacionalidad holandesa, lo que le causó ciertos problemas.
Tras la guerra, van der Waerden fue repatriado a los Países Bajos en lugar de volver a Leipzig, entonces bajo control soviético. No le fue fácil encontrar un puesto en el sistema académico holandés, en parte porque su renuncia a salir de Alemania lo hizo sospechoso de ser un nazi encubierto, pero también por la oposición de Luitzen Egbertus Jan Brouwer a la escuela de matemáticas de David Hilbert. Después ser profesor visitante en la Universidad Johns Hopkins y tras pasar dos años como profesor a tiempo parcial, en 1950 van der Waerden ocupó la cátedra de matemáticas en la Universidad de Amsterdam. En 1951 se mudó a la Universidad de Zúrich, donde pasó el resto de su carrera supervisando a más de 40 doctorandos.
En 1949, Van der Waerden se convirtió en miembro de la Real Academia Holandesa de Artes y Ciencias. En 1973 recibió el Premio al Mérito.
Fuera del campo del álgebra abstracta, publicó también trabajos en los campos de la geometría algebraica, la topología, la teoría de números, la geometría, la combinatoria, el análisis matemático y la teoría de probabilidades. Werner Heisenberg, su colega en la Universidad de Leipzig, le propuso desarrollar los métodos de la mecánica cuántica. Ya al término de sus días se consagró a la historia de las matemáticas e incluso a la de la ciencia.

## Obras
Es sobre todo conocido por su curso de álgebra abstracta, que conoció ocho ediciones sucesivas, la última en 1971:
- Moderne Algebra, Gœttingue, ed. Springer Verlag, 1930, 2 vols.
- Ontwakende wetenschap (El amanecer de la ciencia, 1950), traducido al inglés como Science Awakening (1954)
- Geometry and Algebra in Ancient Civilizations (1983)
- A History of Algebra (1985).